# IJskoud (single)
IJskoud is een lied van de Nederlandse artiest Nielson. Het werd in 2018 als single uitgebracht. Het nummer staat op het album Diamant. De single stond zowel in de Nederlandse als de Belgische hitlijsten. De single heeft in Nederland de dubbel platina status.

## NPO Radio 2 Top 2000
| Nummer met noteringen in de NPO Radio 2 Top 2000 | '19 | '20  | '21  | '22 | '23  | '24  |
| ------------------------------------------------ | --- | ---- | ---- | --- | ---- | ---- |
| IJskoud                                          | 487 | 1009 | 1330 | 990 | 1613 | 1905 |

1. ↑  Een vetgedrukt getal geeft de hoogste notering aan.
2. ↑  2019 was het eerste jaar met een notering voor dit nummer.